# Cratere Nepa
Nepa  è un cratere sulla superficie di Marte.